# Вірджинія Лі (веслувальниця)
Вірджинія Лі (англ. Virginia Lee, 6 квітня 1965) — австралійська академічна веслувальниця.
Бронзова призерка Олімпійських Ігор 1996 року в складі парної двійки легкої ваги, учасниця 2000 року.
Срібна призерка Ігор Співдружності 1986 (розпашні четвірки без стернової легкої ваги), 1994 (парна двійка легкої ваги) років.
Чемпіонка світу 1992 року в складі розпашної четвірки без стернової легкої ваги, бронзова призерка 1999 року в складі парної двійки легкої ваги.